# بابی فارل
بابی فارل (به انگلیسی: Bobby Farrell) ‏(۶ اکتبر ۱۹۴۹ – ۳۰ دسامبر ۲۰۱۰) خواننده، رقاص و سرگرمی‌ساز بود که بیشتر به‌عنوان یکی از اعضای گروه دیسکوی بانی اِم شناخته شده است.
فارل که زادهٔ جزیرهٔ آروبا در جنوب دریای کارائیب بود تا ۱۵ سالگی در آنجا زندگی کرد و در سال‌های جوانی در نروژ، هلند و آلمان اقامت گزید. در آلمان و زمانی که به‌عنوان دی‌جی مشغول به کار شده بود، فرانک فاریان او را به‌عنوان یکی از اعضای پروژهٔ موسیقی بانی اِم انتخاب کرد. بانی اِم هیچگاه در آمریکا با استقبال عمده‌ای روبرو نشدند، اما در اروپا به یک «پدیده» در موسیقی دیسکوی دههٔ هفتاد تبدیل شدند.
در صبح ۳۰ دسامبر ۲۰۱۰ ساعاتی پس از اجرای یک کنسرت، جسد فارل در هتل محل اقامتش در سن پترزبورگ یافت شد، در سالگرد مرگ گریگوری راسپوتین و در همان شهری که او کشته شده بود. علت مرگ او نارسایی قلبی تشخیص داده شد. ترانهٔ «راسپوتین» که موضوع آن دربارهٔ راسپوتین و عشق ملکهٔ روسیه به او بود، از موفق‌ترین ترانه‌های بانی اِم در دههٔ ۱۹۷۰ بود.